# 小骑士兰
小骑士兰（学名：Oberonia pumila）为兰科莪白兰属下的一个种。现为Oberonia insularis的同种异名。

## 扩展阅读
- 維基物種上的相關：小骑士兰